# Franz Jostes
Franz Ludwig Jostes (* 12. Juli 1858 in Glandorf; † 16. Mai 1925 in Münster) war ein deutscher Germanist und Sprachforscher. Er war Privatdozent, ab 1901 außerordentlicher und ab 1904 ordentlicher Professor für deutsche Sprache an der Westfälischen Wilhelms-Universität Münster.

## Leben und Werk
Jostes verlor seine Mutter, Anna Katharina Friederike, geb. Balz (1813–1862) schon im Alter von vier Jahren, sein Vater, der Kaufmann Franz Wilhelm Jostes (* 1813), starb am 7. Juli 1868 an einem Schlaganfall. Damit war er mit zehn Jahren schon Vollwaise und wuchs bei seinen Großeltern auf. Sein Großvater Franz Wilhelm hatte die Brennerei Jostes in Glandorf gegründet und ihm gehörte außerdem ein Gasthof. Seine Großeltern schickten ihn nach dem Besuch der Volksschule in Glandorf 1872 auf das Gymnasium Laurentianum Warendorf, wo er 1878 sein Abitur bestand. Anschließend begab er sich nach Freiburg im Breisgau, um Medizin zu studieren. Er wechselte aber bald das Fach und die Universität und studierte Germanistik in Berlin, Straßburg und Leipzig. In Straßburg wurde Jostes Mitglied der Katholischen Studentenverbindung KStV Frankonia im KV. Seine Promotion war eine Arbeit über die Kanzelreden des niederdeutschen Predigers Johannes Veghe. 1882–1883 leistete er seinen Militärdienst in Leipzig ab.
1884 wurde Jostes Privatdozent an der Königlich Theologischen Akademie in Münster (Habilitationsschrift: Verwendung und Entwicklung des niederdeutschen, insbesondere westfälischen, Dialektes in den uns erhaltenen Schriftdenkmälern der Vorzeit). Er folgte 1889 einem Ruf als Professor für Germanische Philologie und Deutsche Literatur an die neu gegründete Universität Freiburg in der Schweiz. Sie war die erste katholische Universität des Landes und Jostes wurde zu ihrem Rektor gewählt. Am 9. Dezember 1897 erfolgte seine Demission (zusammen mit anderen reichsdeutschen Professoren) aufgrund eines Nationalitätenkonfliktes zwischen deutsch- und französischsprachigen Professoren. 1898 kehrte er als Privatdozent an die Akademie nach Münster zurück. Jostes Bruder, der Lohgerber Eduard Jostes, verließ 1892 sein Heimatdorf Glandorf und seine Familie. Dessen Frau verstarb am 7. Februar 1894. Jostes nahm seine drei Nichten Maria, Friderike und Elisabeth bei sich in Münster auf. Geheiratet hat er nie. 1901 folgte die außerordentliche und 1904 schließlich die ordentliche Professur. 1902 wurde er Ordinarius und Direktor des Germanistischen Seminars. Seine Themengebiete waren dabei breit gestreut. Unter anderem lehrte er über vorchristliche germanische Altertümer und Götterlehre, westfälische Trachten, niederdeutsche Sprachelemente und Fachsprachen, deutsches Predigtwesen, deutsche Bibelübersetzungen im Mittelalter und westfälische Satiriker des 15. Jahrhunderts. Jostes wurde ab 1921 beurlaubt und im Juni 1923 bat er um die Entbindung „von der Verpflichtung, Vorlesungen zu halten“.
Jostes war Mitglied der Maatschappij der Nederlandse Letterkunde (1888) und auswärtiges Ehrenmitglied der Königlich Vlämischen Akademie in Gent (1905). Im Jahr 1898 wurde er ordentliches Mitglied der Historischen Kommission für Westfalen, aus der er 1910 ausschied. Als Vorsitzender der Deutsch-flämischen Gesellschaft und Unterstützer der flämischen Bewegung stand er auf der Liste der, nach dem Versailler Vertrag auszuliefernden Personen. Er starb am 16. Mai 1925.

## Veröffentlichungen (Auswahl)
- Johannes Veghe: ein deutscher Prediger des XV. Jahrhunderts. Franz Jostes. Niemeyer, Halle 1883.
- Daniel von Soest: ein westfäl. Satiriker d. 16. Jahrhunderts. Franz Jostes (Hrsg.). Schöningh, Paderborn 1888.
- Vorchristliche Altertümer im Gaue Süderberge Franz Jostes und Wilhelm Effmann. Regensberg, Münster i. W. 1888
- Meister Eckhart und seine Jünger: ungedruckte Texte zur Geschichte d. dt. Mystik. Franz Jostes (Hrsg.). Commissionsverlag der Universitätsbuchhandlung, Freiburg (Schweiz) 1895.
- Der Rattenfänger von Hameln: Ein Beitrag zur Sagenkunde. Franz Jostes. P. Hanstein, Bonn 1895.
- Die Kaiser- und Königs-Urkunden des Osnabrücker Landes. Franz Jostes (Hrsg.). Aschendorff, Münster i.W. 1899.
- Johann Mathias Seling: Sein Leben und sein Streben zur Linderung der sozialen Not seiner Zeit. Franz Jostes. Aschendorff, Münster 1900.
- Westfälisches Trachtenbuch: Volksleben u. Volkskultur in Westfalen, die jetzigen u. ehemaligen westfäl. u. schaumburg. Gebiete umfassend. Franz Jostes. Velhagen & Klasing, 1904
- Roland in Schimpf und Ernst. Die Lösung des Rolandrätsels. Franz Jostes. Ruhfus, Dortmund 1906.
- Kyrieleison. Franz Jostes. Stiffer, Gent 1908.
- Die Heimat des Heliand. Franz Jostes. Aschendorff, Münster i. W. 1912.
- Annette v. Droste-Hülshoff: Geistliches Jahr in Liedern auf alle Sonn- und Festtage. Franz Jostes (Hrsg.). Aschendorff, Münster i. W. 1913.
- Die Vlamen im Kampf um ihre Sprache und ihr Volkstum. Franz Jostes. Borgmeyer, Münster i. W. 1915.
- Die flämische Literatur im Überblick. Franz Jostes. Volksvereins-Verlag, Mönchen Gladbach 1917.
- Hendrik Conscience. Franz Jostes. Volksvereins-Verlag, Mönchen Gladbach 1917.
- Aus Alt-Flandern. Franz Jostes. Siegismund, Berlin 1917.
- Sonnenwende: Forschungen zur germanischen Religions- und Sagengeschichte. Bd. 1: Die Religion der Keltogermanen. Franz Jostes. Aschendorff, Münster i.W. 1926.